# Liste der Werke Heinz G. Konsaliks
Dies ist eine Liste der Romanveröffentlichungen des Autors Heinz G. Konsalik, automatisch nach Erscheinungsjahr sortiert. Unter ISBN ist zumeist die letzte Ausgabe angegeben; die DNB-Titelangabe hingegen führt zur Erstausgabe.

## Werke
| 1. ISBN                                   | Titel                                                                              | Erscheinungsjahr | Verlag                                 | Inhalt / Klappentext |
| ----------------------------------------- | ---------------------------------------------------------------------------------- | ---------------- | -------------------------------------- | --- |
| ISBN 978-3-453-01259-2                    | Liebesspiel mit Jubilalar oder Roman einer frühlingsbunten Liebe                   | 1948             | Renaissance-Verlag, Düsseldorf         | Konsaliks Debütroman; 1981 neu aufgelegt als Der Gentleman |
| ISBN 3-404-10089-1                        | Der Träumer/ Sieg des Herzens / Gesang der Rosen (Drei Romane)                     | 1949             | Liberator Verlag, Lustadt              | Zunächst einzeln als „Novelle“ gedruckt, unter dem (richtigen) Namen Heinz Günter. Erst 1980 wieder aufgelegt, zusammen zwei weiteren Romanen. |
|                                           | Ein Mann ohne Namen                                                                | 1951             | Lehning Verlag, Hannover               | Untertitel: Ein abenteuerlicher Kriminalroman |
| ISBN 978-3-453-00341-5                    | Der Mann, der sein Leben vergaß                                                    | 1952             | Drewes Verlag, Tauberbischofsheim      | Untertitel: Roman eines seltsamen Abenteuers In seiner meisterhaften Art schildert hier Heinz G. Konsalik ein abenteuerliches Geschehen, das sich tatsächlich ereignet hat. - Ein kleiner Sparkassenangestellter verliert eines Tages plötzlich auf der Straße sein Gedächtnis. Und von da an lebt er das Leben eines Toten weiter. Sieben Jahre lang ist er ein völlig anderer Mensch, der in die dunklen Machenschaften eines internationalen Rauschgiftschmugglerringes hineingezogen wird. Atemberaubende Abenteuer führen den „Mann, der sein Leben vergass“ nach Portugal, den Kanarischen Inseln, zum herrlichen Mittelmeer und nach Nordafrika. |
| ISBN 978-3-453-00727-7                    | Das Teufelsweib (älterer Titel: Warum hast Du das getan, Manon?)                   | 1952             | Drewes Verlag, Tauberbischofsheim      | Ein elegant gekleideter Herr erscheint in einem Atelier mit dem Auftrag: Der Künstler soll einen Frauenakt malen, ein roter Schleier wird das Antlitz des Modells verbergen. Als die Dame nackt vor dem Maler steht, ergreift ihn ein Taumel der Sinne, noch nie hat er einen so vollkommenen Körper gesehen. Ein einziger Gedanke beherrscht den Maler, er muss sie wiederfinden. Paris, Monte Carlo, San Remo, Genua und die Côte d’Azur sind die schillernde Kulisse, vor der sich das Drama einer betörend schönen Frau und der Männer, die in unstillbarer Leidenschaft an ihr zerbrechen, vollzieht. |
| ISBN 978-3-442-03517-5                    | Morgen ist ein neuer Tag (älterer Titel: Morgen ist auch noch ein Tag)             | 1953             | Royal Verlag, Regensburg               | Untertitel: Roman eines großen Schicksals |
| ISBN 978-3-442-42361-3                    | Wir sind nur Menschen                                                              | 1953             | Drewes Verlag, Regensburg              | Für die Rettung eines Jungen erhält Tropenarzt Dr. Perthes von dem dankbaren Vater eine Geldsumme. Endlich kann er seinen Wunschtraum verwirklichen: eine Expedition in die Urwälder Südamerikas. Seine Geliebte, die Kinderärztin Dr. Angela Bender, ist dagegen, aber sie kann den tatendurstigen Mediziner nicht halten. Die Briefe aus Südamerika verbrennt sie ungelesen. Als der Giftspezialist Dr. Perthes einen Stammeshäuptling vor dem sicheren Tod rettet, ist er ein berühmter Mann. Doch eines Tages wird er selbst von einer giftigen Urwaldspinne gebissen – und bleibt gelähmt. Durch einen Zufall erfährt Angela Bender in der Heimat von seinem Unglück. In ihrer Verzweiflung wagt sie ein gefährliches Experiment ... |
| ISBN 978-3-453-07583-2                    | Das einsame Herz                                                                   | 1954             | Royal Verlag, Regensburg               | Untertitel: Roman einer Schuld |
| ISBN 3-453-18548-X                        | Niemand lebt von seinen Träumen (älterer Titel: Schwarzfahrt aus Liebe)            | 1954             | Hönne Verlag, Balve                    | |
| ISBN 978-3-442-55357-0                    | Die schweigenden Kanäle (älterer Titel: Ich suche Dr. Klaring)                     | 1954             | Hönne Verlag, Balve                    | Dr. Peter Berwaldt ist gelungen, wovon die Menschheit träumt: Er hat ein wirksames Medikament gegen den Krebs entwickelt. Als er mit einem Chemiekonzern in Venedig verhandelt, begegnet er der Liebe seines Lebens. Aber er trifft auch auf einen skrupellosen Erpresser, der um jeden Preis in den Besitz des Präparates kommen will. |
| ISBN 978-3-442-03925-8                    | Verliebte Abenteuer (älterer Titel: Die verliebten Abenteuer des Mr. Flip)         | 1954             | Hönne Verlag, Balve                    | Untertitel: Ein heiterer Liebesroman |
| ISBN 978-3-442-41218-1                    | Die Straße ohne Ende (gekürzte Ausgabe von 1968 als: Tänzerinnen für Algier)       | 1956             | Zimmermann, Balve                      | Der Roman führt in die Gluthölle der Wüste, in die von Sandstürmen und räuberischen Stämmen heimgesuchte Sahara. Dr. Hans Sievert, der in der Sahara Wasseradern fand, ist seit Jahren verschollen. Seine Schwester Hilde kann nicht an seinen Tod glauben. Sie folgt der Fährte ihres Bruders. Anders, als sie es sich erträumte, verläuft die Suche – anders das Wiedersehen ... |
| ISBN 978-3-453-00440-5                    | Viele Mütter heißen Anita                                                          | 1956             | Zimmermann, Balve                      | Untertitel von 1956: „Roman eines wundersamen Lebens“ |
| ISBN 978-3-442-02688-3                    | Ein Mensch wie Du                                                                  | 1957             | Stalling Verlag, Oldenburg             | Untertitel: Der Weg eines begnadeten Sängers |
| ISBN 978-3-453-03322-1                    | Der Arzt von Stalingrad                                                            | 1958             | Kindler Verlag, München                | Russland in den Jahren des Zweiten Weltkriegs. Nach erbitterten Kämpfen und unbeschreiblichem Leid gerät der Arzt Dr. Böhler in sowjetische Kriegsgefangenschaft. In dem Lager, das gegen die eisigen Winterstürme kaum geschützt ist, sterben die Menschen schneller als die Fliegen. Dr. Böhler aber hat so viel Sterben miterleben müssen, dass er nur noch ein Ziel kennt: Leben retten. Mit unzureichenden Instrumenten, unter unvorstellbaren Bedingungen, mit dem Einsatz aller Kräfte. Die Operation, die ihm gelingt, kommt einem Wunder gleich und trägt ihm Bewunderung im gesamten Land ein, doch der Ruhm bedeutet Böhler nichts… 1958 verfilmt (Der Arzt von Stalingrad) |
| ISBN 978-3-442-02889-4                    | Das Lied der Schwarzen Berge                                                       | 1958             | Pegasus Verlag, Wetzlar                | |
| ISBN 978-3-453-00073-5                    | Sie fielen vom Himmel                                                              | 1958             | Schneekluth Verlag, Darmstadt          | Zitat: „Auf der Straße empfing sie der Seewind. Er pfiff um die Ecken der Gassen und trieb den Gestank von Fisch und Fäulnis in die letzten Winkel. Die an Leinen über die Gassen gespannte Wäsche knatterte und flatterte durch den Nachthimmel wie ein Heer riesiger Geier. An der Ecke stand ein Wagen...ein alter belgischer Bulldogwagen mit zerfetzter Plane. Die taktischen Zeichen am Kühler waren verwischt, von der Sonne und der salzigen Luft des Mittelmeeres weggelaugt. Kurt Maaßen sah auf die Uhr, ehe er in den Wagen kletterte. »3. 03 Uhr!« sagte er. »Die richtige Zeit für einen zünftigen Rabbatz!« Als sie durch Neapel fuhren, am Hafen vorbei und auf die Straße nach Salemo zu, passierten sie unterhalb des Vesuvs die ersten Sperren. Vor Amalfi kamen sie in einen Aufmarsch von Pionieren, die im Dunkeln Minen legten und Sperren für die Amphibienboote der Landungstruppen. In den Artilleriestellungen wurde die Munition neben den Geschützen gestapelt, die auf die Küste eingeschossenen Batterien standen in höchster Bereitschaft. Bei Maiori trafen sie auf den Stab der 34. Fallschirmjägerdivision. Oberst Hans Stucken und Major Ia Richard v. Sporken saßen über dem großen Kartentisch und legten die Aufmarschstellungen der einzelnen Bataillone fest, falls den alliierten Truppen die Landung gelingen sollte...“ Sie fielen vom Himmel ist der Roman über eine der größten Materialschlachten des Zweiten Weltkrieges über den Kampf um den Monte Cassino. Selten hat ein Roman so gegensätzliche Meinungen ausgelöst wie dieses Werk von Heinz G. Konsalik, das immer wieder im Mittelpunkt erregter Diskussionen steht. Es wurde begeistert aufgenommen und angefeindet, verboten und wieder freigegeben. Damit war erreicht, was der Autor bezweckte, nämlich wachzurütteln aus einer Lethargie, Stellung zu nehmen zu dem primitivsten Grundrecht des Menschen: leben und leben zu dürfen. |
| ISBN 978-3-453-00049-0                    | Die Rollbahn                                                                       | 1959             | Aktueller Buchverlag, Bad Wörishofen   | Untertitel 1959: „Roman einer geopferten Generation“. Die Rollbahn war ein Synonym für die Straße auf der deutsche Soldaten in Richtung der Ostfront marschierten. In diesem Roman beschreibt Konsalik aus dem Blickfeld des ostpreußischen Schützen Theo Strakuweit, der wie Millionen andere die Schrecken des Vernichtungskrieges erlebte. Mit seiner gefühlvollen und authentischen Schreibweise hat Konsalik einen eindrucksvollen Roman über den Zweiten Weltkrieg und den Schrecken der Ostfront geschrieben, der ebenfalls ein Pladoyer für den Frieden ist. |
| ISBN 978-3-442-03714-8                    | Schicksal aus zweiter Hand                                                         | 1959             | Hestia Verlag, Bayreuth                | Von ganz tief unten steigt Frank Gerholdt zu Macht und Reichtum auf. Doch immer folgen ihm die Schatten des Verbrechens, das er als junger Mensch in letzter Verzweiflung beging… Ein packender, lebensbejahender Roman, in dem zwei Jahrzehnte Zeitgeschichte lebendig werden – von den Anfängen des Dritten Reichs über die Wirren des Zweiten Weltkriegs bis zum Deutschland der Wirtschaftswunderzeit. |
| ISBN 978-3-7043-1437-6                    | Strafbataillon 999                                                                 | 1959             | Kindler Verlag, München                | Strafbataillon 999 – schon der Name verbreitet Angst und Schrecken. Hierher – in die berüchtigtsten Bataillone in Hitlers Wehrmacht – werden neben verurteilten Straftätern Männer geschickt, die sich dem Regime nicht fügen, die anders denken, die ihre Meinung nicht für sich behalten. Unter härtesten Bedingungen müssen diese Männer unter anderem an der russischen Front für ihre Zivilcourage bezahlen. Es ist ein täglicher Kampf um das nackte Leben, ein Leben in Hunger, Kälte, Schmerz, Angst und Demütigung. Und doch ist es auch ein Leben, in dem Freundschaft und Kameradschaft entstehen und sich bewähren wie nie zuvor. 1960 verfilmt (Strafbataillon 999) |
| ISBN 978-3-453-00249-4                    | Aber das Herz schreit nach Rache (älterer Titel: Ich beantrage Todesstrafe)        | 1960             | Hestia Verlag, Bayreuth                | Untertitel 1960: Ein Roman nach Tatsachen. Im Mittelpunkt steht das tragische Schicksal der Tochter eines Richters. Der Autor blendet jedoch in den Handlungsablauf so geschickt Tatsachen und Prozesse ein, daß die ganze Problematik der Todesstrafe sichtbar wird. |
| ISBN 978-3-453-00320-0                    | Agenten kennen kein Pardon (älterer Titel: Die Sterne sollen weiterleuchten)       | 1960?            | Royal Verlag, Regensburg               | Professor Pearson ist der am meisten bewachte Mann in Amerika. Denn ausländische Agenten wollen ihm seine Erfindung, eine neue Waffe mit bisher unvorstellbarer Zerstörungskraft, abjagen. Als es ihnen nicht gelingt, Professor Pearson selbst in die Hände zu bekommen, schrecken die Agenten auch nicht davor zurück, seine Tochter und seinen Assistenten zu entführen. Mit der Drohung, die beiden Geiseln zu töten, wird der Professor erpresst. Doch neben der Angst um das Leben der geliebten Tochter quält den Gelehrten noch das Wissen, dass seine Erfindung großes Leid über die Menschheit bringen kann. Professor Pearson entschließt sich zu einem verzweifelten Schritt. |
| ISBN 978-3-453-00117-6                    | Der rostende Ruhm                                                                  | 1960             | Hestia Verlag, Bayreuth                | Dr. Bergh wandte sich von seinem Spiegelbild ab. Er war müde. Nicht von dem Vortrag, nicht von dem Händeschütteln und dem immer wieder beteuerten Ausdruck seines ehrfürchtigen Dankes für die Ehrung ... Die Müdigkeit lag tiefer, im Innern. Es war wie das Erschlaffen einer aufgepeitschten Energie, wie das Leerlaufen einer Batterie. Und ein Gedanke nur war es, der diese Energie verbrauchte: Wie wird es weitergehen?" Wer berühmt wird, hat es mit Gegnern - und mit sich selbst zu tun. 1998 verfilmt als Dr. Berg – Nur das Leben zählt |
| ISBN 3-7770-0134-1                        | Die Begnadigung (älterer Titel: Diagnose Krebs)                                    | 1961             | Hestia Verlag, Bayreuth                | |
| ISBN 978-3-453-00154-1                    | Der letzte Karpatenwolf (älterer Titel: Der letzte Gefangene)                      | 1961             | Hestia Verlag, Bayreuth                | 1970 unter dem Titel Soldaten, Kameraden neu aufgelegt, zusammen mit Die Rollbahn und Sie fielen vom Himmel. In Rumänien wird eine kleine Gruppe deutscher Soldaten vom Kriegsende überrascht. Eine verzweifelte Flucht durch die unwegsamen Karpaten beginnt, durch Felsklüfte, Wildwasser und endlose Wälder. Überall lauert die Gefahr, von den Russen gefangen zu werden. Die Versprengten hausen in Höhlen und ziehen durch Gebiete, die noch niemand betreten hat. Aber sie bewegen sich in einem Teufelskreis, aus dem es kein Entrinnen gibt, denn die Straßen sind von Russen besetzt. Der Weg nach Westen ist versperrt. Da stoßen zwei Mädchen zu den verwilderten, halbverhungerten deutschen Landsern: die geheimnisvolle Vera, die Verbindungen zu rumänischen Partisanen hat, und die bildschöne Sonja, Nichte des Arztes aus einem Bergdorf. Aus Verzweiflung und Liebe teilen die Mädchen das Schicksal der Verlorenen, ohne zu wissen, wohin der Weg sie führen wird. |
| ISBN 3-453-00260-1                        | Auf nassen Straßen                                                                 | 1962             | Pabel Verlag, Rastatt                  | Rheinschiffer-Roman |
| ISBN 3-453-08308-3                        | Dr. med. Erika Werner                                                              | 1962             | Hestia Verlag, Bayreuth                | Untertitel 1962: Roman einer jungen Ärztin 1978 verfilmt als französische Fernsehserie |
| ISBN 3-453-00351-9                        | Fronttheater                                                                       | 1962             | Pabel Verlag, Rastatt                  | Um den Durchhaltewillen der abgekämpften, erschöpften Landser an der russischen Front zu stärken, schickt die Wehrmacht Männer und Frauen in die vordersten Linien, die in diesem Inferno des Todes Theater spielen sollen. Und sie geben alles, um den Kameraden wenigstens etwas Abwechslung bieten zu können. Aber der Krieg tobt nicht nur auf dem Schlachtfeld. Auch Fritz Garten, der Leiter der Theatergruppe, und Kurt Planitz, ein Parteibonze, bekämpfen sich in ihrem grenzenlosen Hass mit allen Mitteln. Doch selbst in dieser Hölle eines hemmungslosen Vernichtungswillens triumphiert die Liebe. |
| ISBN 3-453-00184-2                        | Das geschenkte Gesicht                                                             | 1962             | Kindler Verlag, München                | „Über die Straße von Augustow nach Seiny keuchte eine kleine Kolonne Motorschlitten. Ein eisiger Nordwind trieb Schleier von Pulverschnee über das flache, baumlose Land, das einer riesigen, kaum gewölbten Scheibe gleich mit dem graumilchigen Himmel zusammenstieß und in ihn überflog. Auf den Ladeflächen festgeklammert an die hölzernen Holme saßen dicht zusammengedrängt die Jungen und starrten aus den eisverklebten Gesichtern nach vorn. Vor sechs Stunden hatten sie in Suwalki vor einem Obersten gestanden und das Ritterkreuz bewundert, das ihm aus dem Kragen seines Lammfellmantels heraushing. Er hatte ein väterlich strenges Gesicht aufgesetzt und gesagt: »Jungs! Nun kommt ihr an die Front! Was ihr in der Heimat auf dem Schießplatz gelernt habt, wird Ernst! Der Feind hat keine Platzpatronen, das dürfte sich im sechsten Kriegsjahr herumgesprochen haben.« Sie hatten über diesen blutigen Sarkasmus gelacht, denn der Oberleutnant hatte ihnen vorher gesagt: »Wenn der Oberst einen Witz macht...lacht, ihr lahmen Enten! Das hat er gern. Und vielleicht bekommt ihr eine Sonderzuteilung Schnaps für den Weg nach vorn!« Tatsächlich, sie hatten den Schnaps bekommen, und dazu noch weißgestrichene Stahlhelme, weiße Tarnüberzüge, einige Maschinengewehre, einen Schlitten voll Munition und Handgranaten. »Ihr seid Soldaten des Führers!« hatte der Oberst zur Verabschiedung gerufen. »Vorne warten sie auf euch. Macht's gut, Kameraden! Sieg Heil« Dann waren sie abmarschiert, zackig, mit einem Lied von der schwarzbraunen Haselnuss. Der Oberst sah ihnen nach, bis sie zwischen den Hütten am Rande Suwalkis verschwanden und nur noch ihre jugendlichen, fast kindlichen Stimmen zu ihm herüberwehten. »Scheiße!« sagte der Oberst mit dem Ritterkreuz. Nun fuhren die 57 Jungen sechs Stunden lang durch die eisige Kälte, starrten über das flache Land und in den milchigen Himmel und lauschten angestrengt auf das ferne Rummern und dumpfe Grollen, das ab und zu durch den Motorenlärm drang. Dann starrten sie sich gegenseitig an, und in ihren Augen standen Angst und krampfhafte Tapferkeit.“ Im Zweiten Weltkrieg befindet sich auf Schloss Bernegg ein Lazarett für Kriegsverletzte. In seinem Räumen gibt es keine Spiegel, denn keiner der 132 Patienten könnte den eigenen Anblick ertragen. Hier wird im Winter 1944 Erich Schwabe eingeliefert. Er lebt, aber er hat kein Gesicht mehr. Die Kunst der Ärzte gibt ihm eine zweite Chance, doch die Rückkehr in sein altes Leben wird ein langer und verzweifelter Kampf. |
| ISBN 3-453-00078-1 und ISBN 3-453-00084-6 | Russische Sinfonie                                                                 | 1962             | Hestia Verlag, Bayreuth                | Zwei Romane in einem Band, später als Einzeltitel: Der Himmel über Kasakstan / Natascha |
| ISBN 978-3-453-06173-6                    | Die braune Rose                                                                    | 1963             | Hestia Verlag, Bayreuth                | Erstmals unter dem Pseudonym Stefan Doerner veröffentlicht. |
| ISBN 978-3-453-00133-6                    | Entmündigt                                                                         | 1963             | Hestia Verlag, Bayreuth                | Lautlos schob sich das Tor zur Seite. Die beiden schwarzen Personenwagen passierten das Pförtnerhäuschen und glitten durch den Park. Es war ein herrlicher Tag. Als das weiße, schloßartige Gebäude zwischen den Bäumen und Buschgruppen auftauchte, blendete es die Augen. Gisela Peltzner starrte durch die Scheiben des ersten Wagens. Zwei Männer in weißen Ärztekitteln standen, die Hände in den Taschen, seitlich des Portals im Schatten und schienen auf die beiden langsam durch den Park heranrollenden Wagen zu warten. Im zweiten Wagen beugte sich Anna Fellgrub zu dem Chauffeur vor. »Wir bleiben sitzen und warten, bis alles vorüber ist«, sagte sie leise. »Es ist alles so schrecklich. Ich mag gar nicht hinsehen.« Anna Fellgrub lehnte sich zurück und sah hinüber zu dem großen, weißen Haus. Der erste Wagen hielt. Die beiden Männer in den weißen Kitteln traten aus dem Schatten hervor und öffneten die hintere Tür. Ein bleiches, starres Mädchengesicht, umrahmt von einer Fülle blonder Locken, hob sich ihnen entgegen. Die blauen Augen waren unnatürlich weit und leblos, von einem Glanz, wie ihn künstliche Augen haben, die Augen von Schaukelpferden und Teddybären. Keine persönliche Regung war in ihnen. »Oberarzt Dr. Pade«, stellte sich der eine der Ärzte vor. »Darf ich bitten, gnädiges Fräulein.« Er reichte Gisela Peltzner beide Hände, die sie mechanisch ergriff, und zog sie sanft vom Sitz. 1974 verfilmt (… und die Nacht kennt kein Erbarmen) |
| ISBN 978-3-453-77082-9                    | Zerstörter Traum vom Ruhm                                                          | 1963             | Pabel Verlag, Rastatt                  | Endlich ist es so weit. Der bisher erfolglose Schriftsteller Frank Schuster bekommt die lang ersehnte Chance: Sein Stoff soll als Drehbuchvorlage für einen großen Film dienen. Die Sache hat nur einen Haken, Franz muss sich an den Kosten beteiligen. Dem charmanten Jungautor kommt eine geniale Idee: Es gibt sicher genügend wohlhabende Damen, die einem aufstrebenden Künstler gerne unter die Arme greifen. Zum Dank würde Franz ihnen ihr einsames Leben versüßen. Schnell mausert er sich zum erfolgreichen Heiratsschwindler. Doch da tritt die hübsche Julia in sein Leben, und sein raffinierter Plan gerät völlig außer Kontrolle. |
| ISBN 978-3-453-77220-5                    | Das Herz der 6. Armee                                                              | 1964             | Lichtenberg Verlag, München            | „Pawel Nikolajewitsch Abranow sah hinauf in den Himmel und dann über seine Stiefelspitzen hinweg hinunter zur Wolga und kaute an einem Kanten harten Brotes. Der Himmel war fahl, grau, unergründlich, schwer, und die Wolga schien schwarz zu sein, ein breiter Strom voll Tinte. Abranow seufzte und benetzte den harten Kanten Brot mit Speichel, damit er aufweichte und sich beißen ließ. Neben ihm lag ein großer Mann in Uniform mit breiten Schulterstücken, unrasiert, dreckig, mit Lehm beschmiert. Auch er sah über die Wolga hinüber nach Krasnaja Sloboda, aber er seufzte nicht, sondern kaute an einer Zigarette. Es war eine gute, dicke Zigarette aus Machorka, gerollt aus einem Teil des vorgestrigen Lageberichtes der »Prawda«. »Was ist, Väterchen?« fragte der Uniformierte. »Warum seufzt du?« »Es müßte Winter werden, Genosse Major. Zeit ist's dafür! Ein schneller Winter, hui – wie Reiter aus der Steppe von Kasachstan! Über Nacht sollte es zufrieren...dann können sie aus der Tiefe zu uns kommen über die Wolga, unsere Panzerchen...« Abranow lachte leise. Es war ein fast wimmerndes Lachen, denn Pawel Nikolajewitsch war immerhin zweiundsiebzig Jahre alt. Ein richtiger Greis war er, so, wie man sich einen alten Mann vorstellt, mit weißen Haaren, die sich im Nacken bogen, mit einer dicken Nase, mit in Falten eingebetteten Augen, deren Pupillen noch glänzten, auch wenn die Augäpfel schon gelb waren wie tabakgebeizte Fingerkuppen.“ Unter unmenschlichen Bedingungen, in tödlicher Kälte und halb verhungert tragen die Soldaten einen Kampf aus, in dem es nur Verlierer geben kann. Der Arzt Dr. Körner ringt mit allen Kräften darum, das Leben der unzählbaren Verwundeten zu retten, auch wenn es am Nötigsten zur Behandlung fehlt. Aufrecht hält ihn der Gedanke an seine Liebste Marianne, nach der er sich sehnt und in deren Arme er nach Kriegsende zurückkehren will. Aber der Krieg, der um Stalingrad tobt, kennt keinerlei Erbarmen und verschont niemanden… |
| ISBN 978-3-453-04585-9                    | Männerstation III                                                                  | 1964             | Hestia Verlag, Bayreuth                | Erstmals unter dem Pseudonym Stefan Doerner veröffentlicht. Ein Kreiskrankenhaus in einer Kleinstadt Mitte der 1980er Jahre. Wirtschaftlichkeit steht über allem. Achtbettzimmer, kein Fernseher, keine Aufwachstation. Es wird geliebt, gestorben, manche werden auch wieder gesund. Ärzte lassen sich mit Patientinnen ein, ein Krankenpfleger ist ein begnadigter Mörder und entpuppt sich als ein wirklich liebenswerter Mensch, eine junge Schwester hat unter der altmodischen Oberschwester zu leiden. Wer Konsalik liest, weiß, dass es in seinen Romanen von Tragödien nur so wimmelt. Je dicker aufgesetzt, desto besser. Dass nebenbei noch die eine oder andere politisch nicht ganz korrekte Aussage auf Bild-Zeitungs-Niveau kommt, nimmt man dann auch schon eher gelassen hin. Dennoch wirft Konsalik hier ein Problem auf, dass nur durch die vielen Tragödien wirklich klar wird: die unzureichende medizinische Versorgung in der Provinz, abseits von Universitätskliniken. Zugegeben: In den letzten 30 Jahren hat sich da einiges getan, aber Sechsbettzimmer habe ich in den 1980er Jahren auch erlebt. Und ich kann mich noch gut an Zeitungsbericht erinnern, in denen kritisiert wurde, dass Patienten auf dem Gang oder im Badezimmer untergebracht werden mussten. Zudem hat Konsalik hier noch einen spannenden Arztroman hingelegt, mit dem man sich wirklich ein Wochenende beschäftigen kann - einer der besseren Romane des Autors. |
| ISBN 3-404-10607-5                        | Ein Mädchen aus Torusk                                                             | 1965             | Hestia Verlag, Bayreuth                | Erstmals unter dem Pseudonym Henry Pahlen veröffentlicht. Martin hat es im Wirtschaftswunder-Land Bundesrepublik zu Ansehen und Reichtum gebracht, aber er ist nicht glücklich. Anuschka, das Mädchen aus Torusk, das Himmelsgeschöpf mit dem blauschwarzen Haar und dem verlockenden Körper, das er während seiner Gefangenschaft in Sibirien kennen- und liebengelernt hat, geht ihm nicht mehr aus dem Sinn. Von Sehnsucht ergriffen, beschließt er eines Tages, Anuschka aus Russland herauszuholen - koste es, was es wolle. |
| ISBN 978-3-453-02296-6                    | Eine Sünde zuviel                                                                  | 1965             | Hestia Verlag, Bayreuth                | Erstmals unter dem Pseudonym Jens Bekker veröffentlicht. Sie konnte nicht sehen, was für ein teuflisches Spiel er trieb – denn sie war blind. Luise Dahlmann hat durch einen Unfall ihr Augenlicht verloren. Ihr Mann und ihre Schwester Monika pflegen sie rührend. Da hört sie von einem italienischen Professor, der eine neuartige und aussichtsreiche Methode der Hornhautverpflanzung entwickelt hat. Luise wird in seiner Klinik operiert und gewinnt ihre Sehkraft zurück. Überglücklich fährt sie nach Hause, um ihren Mann und ihre Schwester zu überraschen. Doch sie ahnt nicht, was sie erwartet … 1998 verfilmt |
| ISBN 3-453-06371-6                        | Mädchen im Moor                                                                    | 1965             | Hestia Verlag, Bayreuth                | Erstmals unter dem Pseudonym Stefan Doerner veröffentlicht. |
| ISBN 3-453-00237-7                        | Privatklinik (älterer Titel: Rausch)                                               | 1965             | Lichtenberg Verlag, München            | Der Arzt und Hirnchirurg Dr. Konrad Lingen steht auf der Höhe seiner Karriere. Er ist reich, erfolgreich, besitzt eine Privatklinik, fungiert als Sachverständiger bei Gerichten, genießt internationale Anerkennung und lebt in glücklicher Ehe mit einer schönen, eleganten Frau. Doch da kommt es zum Skandal: Die Begegnung mit der süchtigen Karin von Putthausen wird ihm zum Verhängnis. Dem erotischen Reiz des Mädchens kann er sich nicht entziehen; er verfällt dem lebenshungrigen Geschöpf. Und was niemand ahnt und noch bei weitem schlimmer ist: Lingen ist Alkoholiker; er kann nur operieren, wenn er getrunken hat. Der berühmte Chirurg beginnt immer weiter abzurutschen, reagiert verzweifelt und selbstzerstörerisch. Lingens Frau aber gibt nicht auf. Sie beginnt, um ihre Ehe und den geliebten Mann zu kämpfen. Ein aufwühlender Arztroman über Menschen, die dem Teufelskreis ihrer Sucht und ihres Schicksals entkommen wollen. |
| ISBN 3-404-10678-4                        | Begegnung in Tiflis                                                                | 1966             | Hestia Verlag, Bayreuth                | Erstmals unter dem Pseudonym Henry Pahlen veröffentlicht. |
| ISBN 3-442-35107-3                        | Geliebter, betrogener Mann                                                         | 1966             | Hestia Verlag, Bayreuth                | Erstmals unter dem Pseudonym Jens Bekker veröffentlicht. |
| ISBN 978-3-641-14093-9                    | Liebesnächte in der Taiga                                                          | 1966             | Lichtenberg Verlag, München            | Mit einem gefährlichen Auftrag kehrt Franz Heller nach neunzehn Jahren nach Russland zurück: Für die CIA soll er eine sowjetische Raketenabschussbasis ausspionieren. Sein Auftrag tritt jedoch in den Hintergrund, als er Ludmilla begegnet, einer jungen Politkommissarin, die seine Gegenspielerin sein sollte, in die er sich jedoch unauslöschlich verliebt. Vor den Häschern des KGB fliehen die Liebenden in die Weite der Taiga, und eine Verfolgungsjagd auf Leben und Tod beginnt. 1967 verfilmt (Liebesnächte in der Taiga) |
| ISBN 978-3-442-43975-1                    | Saison für Damen                                                                   | 1966             | Hestia Verlag, Bayreuth                | Erstmals unter dem Pseudonym Stefan Doerner veröffentlicht. Innenburg ist ein luxuriöses Sanatorium, wo sich Damen der besseren Gesellschaft in Behandlung begeben. So verschieden die weiblichen Patienten in Alter und Temperament auch sind, sie alle fühlen sich von den Ärzten der exklusiven Schönheitsfarm magisch angezogen. |
| ISBN 978-3-453-07153-7                    | Kinderstation                                                                      | 1967             | Bertelsmann Verlag, München            | Erstmals unter dem Pseudonym Stefan Doerner veröffentlicht. |
| ISBN 978-3-453-19997-2                    | Liebe auf heißem Sand                                                              | 1967             | Lichtenberg Verlag, München            | Sonderausgabe Köln 1980 unter dem Titel Das Mädchen Ariela. |
| ISBN 978-3-442-03653-0                    | Manöver im Herbst                                                                  | 1967             | Goldmann Verlag, München               | Diesen großartigen Roman widmet der Erfolgsautor Heinz G. Konsalik allen Deutschen, die aus den fünfzig Millionen Kriegstoten der Vergangenheit noch immer nichts gelernt haben. Er erzählt die Geschichte des Heinrich Schütze, der kurz vor Ausbruch des Zweiten Weltkriegs von der Offizierslaufbahn träumt. Schütze ist überzeugt davon, ein guter Deutscher zu sein und seinem Vaterland zu dienen. In welche Katastrophe er damit steuert, erkennt er nicht. |
| ISBN 3-404-11214-8                        | Nächte am Nil                                                                      | 1967             | Hestia Verlag, Bayreuth                | Erstmals unter dem Pseudonym Henry Pahlen veröffentlicht. Sonne, Höllenglut, endlose Wüste – ein Mann und zwei Frauen schleppen sich durch den heißen Sand, gejagt von gnadenlosen Verfolgern. Und inmitten dieser gleißenden Weite noch eine Frau – auch sie ist eine Gejagte. In einer lebensfeindlichen Umgebung werden so vier Menschen nicht nur zu Opfern skrupelloser Geheimorganisationen, sondern auch zu Sklaven ihrer eigenen Begierden und Leidenschaften. Denn diese drei Frauen lieben ein und denselben Mann. |
| ISBN 978-3-442-35793-2                    | Schlüsselspiele für drei Paare                                                     | 1967             | Hestia Verlag, Bayreuth                | Erstmals unter dem Pseudonym Henry Pahlen veröffentlicht. |
| ISBN 3-453-00168-0                        | Die Tochter des Teufels                                                            | 1967             | Lichtenberg Verlag, München            | Rasputin hat einen starken Einfluss am Petersburger Hof. Er setzt durch, dass seine uneheliche Tochter Nadja zusammen mit den Zarentöchtern erzogen wird. Das Mädchen gewöhnt sich schnell an das prunkvolle Leben am Hof und verliebt sich in den jungen Gardeoffizier Nikolai. Doch Schicksal und Geschichte meinen es nicht gut mit dem Liebespaar: Die Revolution trennt die beiden. Wie durch ein Wunder finden sie wieder zusammen und erreichen in Wladiwostok ein Schiff, das sie nach Amerika bringen soll. Doch dann schlägt das Schicksal erbarmungslos zu ... |
| ISBN 3-453-00142-7                        | Zum Nachtisch wilde Früchte                                                        | 1967             | Lichtenberg Verlag, München            | Eine Party – attraktive Mädchen, Alkohol…und die Wahnsinnsdroge, die wesensverändernde Droge – LSD. Ein Abend, versunken in seltsame, bizarre Träume. Ein Morgen, voller Entsetzen, nackter Angst, Reue. Ein Verbrechen, perfekt inszeniert. Ein mitreißender, voller Dramatik gestalteter Roman – eben ein Konsalik. |
| ISBN 978-3-453-77173-4                    | Das gestohlene Glück (älterer Titel: Die sündige Nacht)                            | 1968             | Hestia Verlag, Bayreuth                | Erstmals unter dem Pseudonym Jens Bekker veröffentlicht. Carola scheint das Leben einer Märchenprinzessin zu führen: Als Frau des weltberühmten Dirigenten Bernd Donani lebt sie in einer schlossartigen Villa, hat zwei reizende Kinder und kann sich jeden Wunsch erfüllen. Wie es in ihrem Herzen aussieht, ahnt jedoch kein Mensch: Carola fühlt sich zutiefst einsam, denn ihr Mann kann an nichts als an seine Musik denken. Neben ihm fühlt sie sich nicht länger als Frau, bis ihr der junge Geiger Jean begegnet, der ihre Welt auf den Kopf stellt. Zum ersten Mal fühlt Carola sich begehrt, geliebt und von Herzen glücklich – so sehr, dass sie darüber sogar das zu vergessen droht, was ihr bisher das Liebste und Wichtigste im Leben war: ihre Kinder. Carola Donani, die schöne junge Frau des gefeierten Stardirigenten Bernd Donani, liebt ihren Mann über alles, doch ihr gemeinsames Leben wird von seinem Beruf bestimmt. Als der junge aufstrebende Geiger Jean Leclerc sie umwirbt, kann sie ihm nicht lange widerstehen. Sie ist bereit, alles für ihn aufzugeben. Sie beschließt, ihr bisheriges Leben völlig hinter sich zulassen und an seiner Seite ein neues zu beginnen. Doch schon bald tauchen dunkle Schatten über diesem neuen Glück auf. |
| ISBN 978-3-453-77014-0                    | Das Schiff der Hoffnung                                                            | 1968             | Hestia Verlag, Bayreuth                | Arztroman. Erstmals unter dem Pseudonym Boris Nikolai veröffentlicht. Ausgaben ab 1985 von Konsalik als Schiff der Hoffnung. |
| ISBN 978-3-941329-35-5                    | Das Schloss der blauen Vögel                                                       | 1968             | Lichtenberg Verlag, München            | Die Welt der Sassners ist in bester Ordnung: Der bekannte Chemiker Gerd Sassner führt ein harmonisches Leben mit seiner Frau Luise und den beiden Kindern. Doch als er eines Tages vom Angeln zurückkehrt, ist er völlig verwandelt. Sassner stellt der verblüfften Familie einen alten Schuh als seinen Freund Benno vor. Was zunächst als ein Anglerwitz erscheint, erweist sich schnell als ein handfestes Problem. Sassner wird in die Klinik des Gehirnchirurgen Professor Dorian überwiesen. Nach dreimonatigem Aufenthalt und einer Operation wird der vermeintlich geheilten Patient entlassen. Kurze Zeit später verschwindet Gerd Sassner plötzlich. An einem See findet man nur seine Kleidung. |
| ISBN 3-625-20928-4                        | Schwarzer Nerz auf zarter Haut                                                     | 1968             | Hestia Verlag, Bayreuth                | Erstmals unter dem Pseudonym Henry Pahlen veröffentlicht. Eine sensationelle Erfindung stellt das Leben des Physikers Dr. Franz Hergarten auf den Kopf. Unter strenger Abschirmung durch die Sicherheitsbehörden will er – nunmehr Geheimnisträger Nr. 1 – seine brisanten Aufzeichnungen nach New York bringen, beschützt von einer schönen Agentin. Doch das System hat eine Schwachstelle: Lisa Hergarten, Ehefrau des Wissenschaftlers. Davon überzeugt, dass ihr Mann sie betrügt, bringt sie alle Sicherheitsvorkehrungen ins Wanken. Die Fahrt der Ozeanic eines modernen Luxusdampfers, der Hergarten in die USA bringen soll, wird für ihn plötzlich zu einem gefährlichen Abenteuer. Das Schiff ist Schauplatz eines Krimis: Während ein Teil der Passagiere unbekümmert das süße Luxus-Leben genießt, steht ein anderer in erbittertem Kampf um Dr. Hergarten und seine Aufzeichnungen. 1970 verfilmt (Schwarzer Nerz auf zarter Haut) |
| ISBN 3-88199-583-8                        | Stalingrad: Porträt einer Stadt, Inferno einer Schlacht, Protokoll eines Wahnsinns | 1968             | Hestia Verlag, Bayreuth                | Bildband über die Stalingradschlacht mit Kommentaren von Heinz G. Konsalik. |
|                                           | Symphonie des Lebens                                                               | 1968             | Lingen Verlag, Köln                    | Nur unter dem Pseudonym Jens Bekker veröffentlicht. |
| ISBN 978-3-453-05674-9                    | Treibhaus der Träume                                                               | 1968             | Hestia Verlag, Bayreuth                | Erstmals unter dem Pseudonym Stefan Doerner veröffentlicht. |
| ISBN 3-442-41325-7                        | Bluthochzeit in Prag                                                               | 1969             | Hestia Verlag, Bayreuth                | Erstmals unter dem Pseudonym Henry Pahlen veröffentlicht. Prag 1968. Vier junge Menschen gehen im Kampf für Freiheit und Demokratie durch die Hölle. Der Funkreporter Karel Pilny findet in der deutschen Studentin Irena seine große Liebe, der Studentenführer Michael Lucek und die rassige Sowjetagentin Valentina begegnen einander in einer alle Dämme einreißenden Leidenschaft. Um die Sache der Revolutionäre steht es nicht schlecht – bis die Rote Armee eingreift. Eine wilde Flucht vor ihren Panzern und dem KGB, dem sowjetischen Geheimdienst, beginnt. Karel und Irena, Michael und Valentina versuchen, sich zur deutsch-böhmischen Grenze durchzuschlagen. Doch ist es ungewiss, ob es der kleinen Gruppe gelingt, das sichere Westdeutschland zu erreichen. |
| ISBN 978-3-453-05306-9                    | Der goldene Kuss                                                                   | 1969             | Hestia Verlag, Bayreuth                | Erstmals unter dem Pseudonym Stefan Doerner veröffentlicht. Als der bekannte TV-Star, die Schauspielerin Karin Jarut, in einen riesigen Skandal verwickelt wird, besetzt man eine ihrer Rollen mit einer jungen, bis dahin völlig unbekannten Schauspielerin. Karin schwört bittere Rache, und das Verhängnis nimmt seinen Lauf. |
| ISBN 3-404-25617-4                        | In den Klauen des Löwen                                                            | 1969             | Hestia Verlag, Bayreuth                | Erstmals unter dem Pseudonym Henry Pahlen veröffentlicht. |
| ISBN 978-3-453-00331-6                    | Nacht der Versuchung                                                               | 1969             | Hestia Verlag, Bayreuth                | Erstmals unter dem Pseudonym Jens Bekker veröffentlicht. |
| ISBN 3-453-00283-0                        | Agenten lieben gefährlich                                                          | 1970             | Juncker Verlag, München                | In der wilden Berglandschaft Montenegros baut der deutsche Ingenieur Ralf Meerholdt im Auftrag der jugoslawischen Regierung einen Staudamm. Alles dort ist noch urwüchsig und unverdorben - die Natur wie die Menschen. Als Ralf Meerholdt der Bauerntochter Rosa begegnet, überfällt ihn die Liebe wie ein Naturereignis. Doch Rosa ist dem Schäfer Jossip schon in der Wiege zur Frau versprochen worden. In seiner Ehre und seinem Stolz tödlich getroffen, sinnt Jossip nur noch auf Rache. Er versucht, den Bau des Staudamms zu sabotieren ... Alternativ wurde auch dieser Text dazu gefunden: Schauplatz des Liebes- und Abenteuerromans ist die grüne Hölle Brasiliens, wo eine deutsche Ärztin einem CIA-Agenten begegnet, der im Urwald eine geheime Raketen-Basis der Sowjets ausschalten soll. |
| ISBN 3-442-35565-6                        | Der Gefangene der Wüste                                                            | 1970             | Hestia Verlag, Bayreuth                | Erstmals unter dem Pseudonym Henry Pahlen veröffentlicht. Es sind harte Männer, die in den Camps einer Ölbohrstation in der Sahara schuften. Sie arbeiten viel und leben wenig. Aus heiterem Himmel wird eines der Camps von einer sonderbaren Seuche heimgesucht. Über Nacht sterben alle Arbeiter des Camps an der rätselhaften Epidemie. Der deutsche Arzt Dr. Bender steht vor der Aufgabe, das mysteriöse Sterben aufzuklären. Als er jedoch in der Sahara eintrifft, stößt er auf Ablehnung, großes Misstrauen und sogar Hass. Allein zwei Frauen stehen auf der Seite des Arztes: die schöne Tochter des Ölscheichs und eine Krankenschwester. Beide lieben Dr. Bender. Und so entwickelt sich zwischen den beiden Frauen ein erbitterter Kampf. |
| ISBN 3-404-15180-1                        | Liebe am Don                                                                       | 1970             | Hestia Verlag, Bayreuth                | Der junge Eberhard Bodmar ist der erste deutsche Journalist, der das Land zwischen Don und Wolga bereisen darf, um den Spuren der sechsten Armee nachzuforschen. Es ist eine persönliche Reise für Bodmar, denn er sucht auch Spuren seines Vaters hier, und das weite Land der Steppen ergreift ihn an allen Sinnen. Die schöne Dolmetscherin Jelena, die ihn begleitet, verliebt sich innig in ihn, doch es ist Njuscha, die Kosakentochter, die Bodmars Herz gewinnt. Die Liebe der beiden unterschiedlichen Menschen überwindet die Grenzen zwischen ihren Völkern – doch weder Njuscha noch Bodmar ahnen, dass Jelena auf tödliche Rache sinnt. |
| ISBN 978-3-404-15460-9                    | Heiß wie der Steppenwind                                                           | 1971             | Hestia Verlag, Bayreuth                | |
| ISBN 3-453-00369-1                        | Der Wüstendoktor                                                                   | 1971             | Lichtenberg Verlag, München            | |
| ISBN 3-453-00390-X                        | Die Drohung                                                                        | 1972             | Lichtenberg Verlag, München            | |
| ISBN 978-3-641-13461-7                    | Der Leibarzt der Zarin                                                             | 1972             | Bastei-Lübbe Verlag, Bergisch Gladbach | Sie sieht aus wie ein Engel. Doch auf den Gängen des Palastes raunt man sich zu, in der Engelsgestalt stecke ein Teufel, der ihren Mann an Grausamkeit übertrifft. Die Teufelin mit dem Engelsgesicht ist Marja, Zarin von Russland, Gemahlin Iwans des Schrecklichen. Erst als der deutsche Arzt Andreas von Trottau an den Hof kommt, entdeckt die mächtige Schöne ihre andere Seite, ihre Zärtlichkeit und ihre Fähigkeit zur Hingabe. Andreas aber liebt eine andere: das einfache Mädchen Xenia. Marja kann nicht fassen, dass sie der Mann, den sie liebt, zurückweist – und wer die Zarin kennt, der weiß, ihre Rache kennt kein Erbarmen. |
| ISBN 978-3-453-87853-2                    | Ein Mann wie ein Erdbeben                                                          | 1972             | Lichtenberg Verlag, München            | |
| ISBN 3-404-14914-9                        | Wer stirbt schon gerne unter Palmen (Band 1: Der Vater, Band 2: Der Sohn)          | 1972/73          | Hestia Verlag, Bayreuth                | Werner Bäcker, ein nach Auckland ausgewanderter Architekt, startet mit Familie auf seiner neuen Jacht in die Südsee. Doch ein furchtbarer Orkan bereitet der Traumreise ein schreckliches Ende: Werner wird als einziger Überlebender auf eine unbewohnte Insel geschwemmt. Als bei einem weiteren Sturm ein Flugzeug abstürzt, bekommt der Schiffbrüchige Gesellschaft: Ein Mann und eine Frau, ein Polizist und eine angebliche Mörderin, retten sich auf „seine“ Insel. Und schon bald wird das Paradies zur Hölle. 1974 verfilmt (Wer stirbt schon gerne unter Palmen) |
| ISBN 978-3-641-14087-8                    | Aus dem Nichts ein neues Leben                                                     | 1973             | Schneekluth Verlag                     | Ostpreußen 1945: Kurz vor Kriegsende flüchten die Kurowskis wie viele andere Familien nach Westen. In der neuen Heimat bauen sie sich mit Fleiß und Zähigkeit eine neue Existenz auf. Sie kommen zu Wohlstand, doch mit ihm wachsen die Probleme, an denen die Familie auseinanderzubrechen droht. |
| ISBN 3-442-43034-8                        | Ninotschka, die Herrin der Taiga                                                   | 1973             | Bastei-Lübbe Verlag, Bergisch Gladbach | St. Petersburg im Jahre 1825. Der harte Marschtritt von Soldaten hallt durch die Straßen. Vor dem Winterpalast haben sich die Garderegimenter versammelt. Dumpf dröhnen die Trommeln; Waffen blitzen in der blassen Dezembersonne. Zur selben Zeit probiert Ninotschka, die Tochter des Grafen Koschkin, ihr Brautkleid an. In wenigen Tagen will sie den Gardeleutnant Borja Tugai heiraten. Da peitschen plötzlich Schüsse auf. Der Schnee vor dem Winterpalast färbt sich rot von Blut. Der Aufstand der Dekabristen, die Zar Nikolaus I. stürzen wollten, ist niedergeschlagen worden. Zu den gefangenen Verschwörern gehört Borja Tugai, der Mann, den Ninotschka mehr liebt als ihr Leben. |
| ISBN 3-453-00557-0                        | Des Sieges bittere Tränen (älterer Titel: Mein Pferd und ich)                      | 1973             | Lichtenberg Verlag, München            | Horst Hartung erlebt mit seiner Stute Laska glanzvolle Erfolge und muss mit dem Neid und der Missgunst seiner Rivalen kämpfen. Pferd und Reiter werden immer wieder das Ziel skrupelloser Intrigen. Um sie kampfunfähig zu machen, ist jedes Mittel recht. |
| ISBN 3-453-00518-X                        | Ein Sommer mit Danica                                                              | 1973             | Hestia Verlag, Bayreuth                | |
| ISBN 3-453-00374-8                        | Ein toter Taucher nimmt kein Gold                                                  | 1973             | Heyne Verlag, München                  | 1974 verfilmt (Ein toter Taucher nimmt kein Gold) |
| ISBN 3-453-00407-8                        | Eine Urwaldgöttin darf nicht weinen                                                | 1973             | Heyne Verlag, München                  | |
| ISBN 3-442-43203-0                        | Zwei Stunden Mittagspause                                                          | 1973             | Bastei-Lübbe Verlag, Bergisch Gladbach | 1998 verfilmt als Eine Lüge zuviel |
| ISBN 3-442-09348-1                        | Engel der Vergessenen                                                              | 1974             | Bertelsmann Verlag, München            | |
| ISBN 3-453-00453-1                        | Ein Komet fällt vom Himmel                                                         | 1974             | Heyne Verlag, München                  | |
| ISBN 978-3-641-14091-5                    | Liebe auf dem Pulverfaß                                                            | 1974             | Hestia Verlag, Bayreuth                | Erstmals unter dem Pseudonym Henry Pahlen veröffentlicht. |
| ISBN 3-442-35432-3                        | Transsibirien-Express                                                              | 1974             | Heyne Verlag, München                  | Moskau - Wladiwostok: Zehn Tage und Nächte fährt der Transsibirien-Express von der Hauptstadt bis zur Hafenstadt am Rande Asiens. Eine dieser Fahrten wird zur Schicksalsreise für drei Menschen: für den deutschen Ingenieur Werner Forster, für den undurchsichtigen Russen Pal Viktorowitsch Karsanow und für Milda, eine traumhaft schöne Frau. Forster war Zeuge, wie sie in Swerdlowsk im Dunkel der Nacht auf den abfahrenden Zug sprang. Ihren Blick voll Todesangst kann er seitdem nicht mehr vergessen. Er weiss nicht, wer die Fremde ist, er weiss nur, dass er alles wagen wird, um sie zu finden. Die längste Eisenbahnstrecke der Welt, fast 10.000 km von Moskau nach Wladiwostok, der Hafenstadt in der Nähe Japans. Zehn Tage und Nächte fährt der Zug durch Steppe, Tundra und Taiga. Für den deutschen Ingenieur Werner Forster, der Sibirien kennenlernen will, wird sie zur Schicksalsreise, als er beobachtet, wie in Swerdlowsk im Dunkel der Nacht eine schöne Frau mit angsterfüllten Augen auf den fahrenden Zug springt. |
| ISBN 3-453-04781-8                        | Die Verdammten der Taiga                                                           | 1974             | Hestia Verlag, Bayreuth                | Wie durch ein Wunder überleben die fünf Insassen eines kleinen russischen Flugzeugs den Absturz mitten in der Taiga. Für die Schicksalsgemeinschaft beginnt ein Überlebenskampf in der rauen Wildnis Sibiriens. Es ist nur eine Frage der Zeit, bis die ersten Schneestürme in eine eisige Hölle verwandeln. |
| ISBN 3-442-35449-8                        | Wen die schwarze Göttin ruft                                                       | 1974             | Heyne Verlag, München                  | Deutsche Touristen hilflos in der ausgedörrten, hitzeglühenden, endlosen Steppe Afrikas. Vor vier Tagen waren sie aufgebrochen, um Tiere in freier Wildbahn zu fotografieren. Und nun haben sie jede Orientierung verloren. Noch will keiner zugeben, wie Angst in ihm aufsteigt: Wo sind wir? Wie lange reicht das Wasser? Wer könnte uns retten? Doch trotz dieser verzweifelten Lage hätten sie nie für möglich gehalten, welches Abenteuer sie wirklich erwartet... Sie kamen mitten in der Nacht. Lautlos, schattenhaft. Hagere Gestalten in hautengen, schwarzen Lederanzügen. Sie sahen aus, als trügen sie Schuppenpanzer. Sie sagten kein Wort - sie handelten nur. |
| ISBN 978-3-453-41825-7                    | Im Tal der bittersüßen Träume                                                      | 1975             | Bertelsmann Verlag, München            | Unter der gnadenlosen Sonne Mexikos ringt ein gottverlassenes Dorf mit Dürre, Cholera und Rauschgift. Schlimmer als alles ist jedoch die Habgier unmenschlicher Ausbeuter, denen die Indios nicht gewachsen sind. Aber ein mutiger Arzt, ein verantwortungsbewusster Priester und eine leidenschaftliche Frau kämpfen gemeinsam mit den Entrechteten für eine bessere Zukunft. |
| ISBN 3-404-00339-X                        | Kosakenliebe                                                                       | 1975             | Bastei Lübbe Verlag, Bergisch Gladbach | |
| ISBN 978-3-453-41781-6                    | Liebe ist stärker als der Tod                                                      | 1975             | Hestia Verlag, Bayreuth                | Paris ist ein Zauberwort, das Zauberwort der Liebe: Eva – jung, mit tiefblauen Augen und unsagbar verzweifelt – hatte sich vom Arc de Triumphe in die Tiefe stürzen wollen. Und Pierre – Maler und professioneller Idealist – hatte sie im letzten Augenblick festhalten können. So kann eine Liebe in Paris beginnen, eine wunderbare, romantische Liebe jenseits des Boulevard Saint-Germain-des-Prés., in einer winzigen Mansarde über den Dächern der Stadt. |
| ISBN 3-453-00540-6                        | Die Nacht des schwarzen Zaubers                                                    | 1975             | Heyne Verlag, München                  | |
| ISBN 3-453-02335-8                        | Die schöne Rivalin (älterer Titel: Sonja und das Millionenbild)                    | 1975             | Heyne Verlag, München                  | 1986 überarbeitet und unter dem neuen Titel herausgegeben. |
| ISBN 3-453-00483-3                        | Straße in die Hölle                                                                | 1975             | Heyne Verlag, München                  | Sie schrien: ‚Gerechtigkeit! Eine menschenwürdige Arbeit! Auch wir wollen schlafen!‘ Und sie trugen rote Transparente über ihren Köpfen, zwischen zwei Bambusstangen aufgespannt, plumpe, fehlerhafte Parolen, auf ausgedienten Rupfen geschrieben, fast rührend in ihrer Primitivität, wenn da – auf die deutsche Sprache übertragen – Gerechtigkeit mit ‚ä‘ stand oder ‚wollen‘ nur mit einem ‚l‘. Sie marschierten durch das Lager, dicht gedrängt, sich unterfassend, als hätten sie Angst, auseinandergetrieben zu werden, und müssten sich nun gegenseitig festhalten, um den Mut zu behalten, endlich einmal die Mäuler zu etwas anderem zu öffnen als zum Essen und Trinken. Luis Jesus Areras saß in seiner Baracke und hatte die geballten Fäuste auf die geladene Maschinenpistole gelegt. An den Wänden, die mit den verschiedenen Detailkarten der Baugebiete bedenkt waren, standen blaß und verstört sieben Vorarbeiter und wagten nicht, sich zu rühren. Der Demonstrationszug hatte nun die Bauleitung erreicht. Er bildete einen Block aus Leibern, Köpfen und aufgerissenen Mündern. Die Transparente wogten über ihnen, als schüttle sie ein heftiger Wind. ‚Gerechtigkeit! Anständige Arbeitszeit! Mehr zu essen!‘ brüllten die Männer. ‚Wir sind auch Menschen!‘. ‚Hört euch das an!‘ sagte Luis Jesus Areras. Er starrte aus dem Fenster. Sein Schreibtisch war übersät mit Tabellen und Zeichnungen, Lohnzetteln und Berichten. ‚Unsere Ameisen werden wild und wollen beißen!‘ ‚Sie werden die Baracken stürmen!‘ sagte einer der Vorarbeiter leise. ‚Niel‘ Areras schüttelte den Kopf. ‚Sie wissen genau, daß ich schießen werde. Und ihr werdet auch schießen!‘ Er spuckte über den Schreibtisch gegen das Fensterglas. ‚Das sind doch alles feige Hunde. Haben ’ne große Schnauze und nichts dahinter.‘ |
| ISBN 3-453-00585-6                        | Alarm! Das Weiberschiff                                                            | 1976             | Heyne Verlag, München                  | |
| ISBN 3-453-20699-1                        | Bittersüßes 7. Jahr                                                                | 1976             | Heyne Verlag, München                  | |
| ISBN 978-3-453-21294-7                    | Haie an Bord                                                                       | 1976             | Hestia Verlag, Bayreuth                | Vor der Arabischen Halbinsel wird das Luxusschiff „Fidelitas“ mit vierhundert reichen Touristen an Bord von vier eleganten, aber mit Maschinenpistolen und Bomben bewaffneten Männern, eben noch Passagiere wie die anderen, aufgebracht. Während die „Haie“ ihre Forderungen stellen, steuert aus einer einsamen Bucht ein Boot auf das Schiff zu. Zehn vermummte Gestalten klettern an Bord und kapern die „Fidelitas“. Fünf Geiseln werden in die Wüste verschleppt, werden den Tagen höllischer Glut und Nächten eisiger Költe, werden Strapazen, Schmerzen und Durst ausgesetzt. Gibt es noch Hoffnung für sie? Und was sind der Welt fünf Menschen wert? |
| ISBN 3-404-10042-5                        | Liebe in St. Petersburg                                                            | 1976             | Bastei-Lübbe Verlag, Bergisch Gladbach | |
| ISBN 3-442-42396-1                        | Und alles nur der Liebe wegen (älterer Titel: Zwillinge mit kleinen Fehlern)       | 1976             | Heyne Verlag, München                  | 1993 überarbeitet und unter dem neuen Titel herausgegeben. |
| ISBN 3-453-01066-3                        | Das Doppelspiel                                                                    | 1977             | Hestia Verlag, Bayreuth                | |
| ISBN 3-442-35443-9                        | Eine glückliche Ehe                                                                | 1977             | Bertelsmann Verlag, München            | |
| ISBN 978-3-625-20929-4                    | Leila, die Schöne vom Nil                                                          | 1977             | Bastei-Lübbe Verlag, Bergisch Gladbach | Ein internationales Forschungsteam auf den Spuren des Geheimnisses von Sakkara, der berühmten Totenstadt am Nil: Unter Leitung von Professor Mitchener suchen die Wissenschaftler fieberhaft nach dem bislang unbekannten Grab des Kind-Königs. Die Mission droht schon zu scheitern, als die Forscher plötzlich auf eine Grabplatte stoßen. Für den deutschen Archäologen Dr. Frank Herburg wird Sakkara nicht nur in beruflicher Hinsicht zum Schicksal. Er verliebt sich in Leila, die schöne Tochter eines ägyptischen Kollegen. Eine leidenschaftliche Liebe beginnt, die jedoch schon bald überschattet wird, denn der sensationelle Fund löst eine Kette geheimnisvoller Ereignisse aus. Kurz nach dem Grabfund erhält Herburg eine erste unheimliche Warnung: „Der Tod wird den mit seinem Schwinger erlschlagen, der die Nähe des Pharao stört.“ Der Fluch der Pharaonen scheint tatsächlich auch ihn zu ereilen, denn plötzlich ist Herburg spurlos verschwunden. |
| ISBN 3-404-11107-9                        | Natalia, ein Mädchen aus der Taiga                                                 | 1977             | Bastei-Lübbe Verlag, Bergisch Gladbach | |
| ISBN 978-3-625-20926-3                    | Die schöne Ärztin                                                                  | 1977             | Goldmann Verlag, München               | |
| ISBN 3-88101-548-5                        | Sonjas gefährliches Foto                                                           | 1977             | Kibu Verlag, Menden                    | Untertitel: Aufregende Ferien am Mittelmeer. Mädchen-Roman |
| ISBN 3-442-35564-8                        | Das Geheimnis der sieben Palmen                                                    | 1978             | Hestia Verlag, Bayreuth                | |
| ISBN 978-3-442-35566-2                    | Geliebte Korsarin                                                                  | 1978             | Bastei-Lübbe Verlag, Bergisch Gladbach | |
| ISBN 3-442-06315-9                        | Das Haus der verlorenen Herzen                                                     | 1978             | Bertelsmann Verlag, München            | |
| ISBN 3-442-55019-X                        | Ich gestehe                                                                        | 1978             | Goldmann Verlag, München               | Bei der Feier ihrer Promotion lernt Gisèle Parnasse den erfolgreichen Chirurgen Dr. Gaston Rablais kennen. Sie wird Narkoseärztin in seiner Klinik und – verliebt sich in den talentierten Mann. Dr. Gaston Rablais erwidert ihre Gefühle. Doch da versucht auch Gisèles Schwester Brigit Gaston für sich zu gewinnen. Zunächst ohne Erfolg. Zwischen Gisèle und Gaston aber keimt Misstrauen und Argwohn auf. Von Tag zu Tag wird das Verhältnis der Liebenden gespannter. Und schließlich führt Gisèles Eifersucht zu einer Katastrophe. |
| ISBN 3-88101-572-8                        | Karin und Monika stiften Verwirrung                                                | 1978             | Kibu Verlag, Menden                    | Mädchen-Roman |
| ISBN 3-442-55376-8                        | Die tödliche Heirat                                                                | 1978             | Goldmann Verlag, München               | |
| ISBN 3-442-43959-0                        | Die Erbin                                                                          | 1979             | Hestia Verlag, Bayreuth                | |
| ISBN 978-3-641-14090-8                    | Der Fluch der grünen Steine                                                        | 1979             | Goldmann Verlag, München               | |
| ISBN 978-3-641-14092-2                    | Liebe lässt alle Blumen blühen                                                     | 1979             | Bastei-Lübbe Verlag, Bergisch Gladbach | 1985 verfilmt |
| ISBN 3-442-06423-6                        | Sie waren zehn                                                                     | 1979             | Bertelsmann Verlag, München            | Russland in einer Juninacht des Jahres 1944: Inmitten des kriegerischen Wahnsinns haben zehn deutsche Offiziere aus dem Baltikum einen Auftrag durchzuführen, der an Wahnsinn alles andere zu übertreffen scheint. Ihr Kommando gleicht einem Selbstmord auf Befehl: Sie sollen in der Nähe von Moskau aus einem Flugzeug springen, in den Kreml eindringen und Stalin töten. |
| ISBN 3-442-03873-1                        | Auch das Paradies wirft Schatten / Die Masken der Liebe (Zwei Romane)              | 1980             | Goldmann Verlag, München               | |
| ISBN 3-442-55295-8                        | Eine angesehene Familie                                                            | 1980             | Bertelsmann Verlag, München            | |
| ISBN 3-453-01145-7                        | Die dunkle Seite des Ruhms                                                         | 1980             | Heyne Verlag, München                  | Felicitas Saunders hat erreicht, wovon andere Karrierefrauen träumen: Als Fernsehreporterin steht sie auf dem Gipfel des Erfolges, interviewt weltbekannte Persönlichkeiten, wird umworben und umschwärmt. Wie aber steht es um das Privatleben der gefeierten Frau? Seit dem Tod ihres Mannes scheint Felicitas ein Einsiedlerleben zu führen, in dem es keine Liebe gibt. Heimlich aber bindet sie eine leidenschaftliche Affäre an ihren Chef Jerome – der jedoch ist nicht frei, sondern an eine schwerkranke Frau gebunden, die von seiner Untreue nichts erfahren darf. Als der zwielichtige Journalist Arthur Darkster sich an Felicitas‘ Fersen heftet, gerät das zerbrechliche Gleichgewicht ihres Lebens in höchste Gefahr – Darksters Auftraggeber bietet nämlich 30.000 Dollar für den Namen von Felicitas‘ Geliebten. |
| ISBN 3-404-11151-6                        | Es blieb nur ein rotes Segel                                                       | 1980             | Bastei-Lübbe Verlag, Bergisch Gladbach | |
| ISBN 978-3-442-55294-8                    | Der Heiratsspezialist                                                              | 1980             | Hestia Verlag, Bayreuth                | |
| ISBN 3-453-01197-X                        | Das unanständige Foto                                                              | 1980             | Heyne Verlag, München                  | 1987 als Russische Geschichten neu aufgelegt, zusammen mit Das Wunder von Bajkonur und Wo gibt es neue Schuhe, Genosse?. |
| ISBN 3-442-03925-8                        | Verliebte Abenteuer                                                                | 1980             | Goldmann Verlag, München               | |
| ISBN 3-404-14684-0                        | Frauenbataillon                                                                    | 1981             | Hestia Verlag, Bayreuth                | Nur wenig ist von ihnen bekannt, doch ihr Todesmut stand dem der Männer in nichts nach. Im Gegenteil. Bei ihren deutschen Gegnern waren sie zutiefst gefürchtet – die Frauenbataillone des Zweiten Weltkriegs, in denen russische Frauen und Mädchen als Soldatinnen um ihre Heimat kämpften. Eine dieser Frauen ist Stella Antonowna – sie ist zu allem entschlossen, zu allem bereit, und – so glaubt sie – auf alles fasst. Nur damit, dass ihr mitten in den tosenden Wirren des Krieges die Liebe ihres Lebens begegnet, hat sie nicht gerechnet. Und schon gar nicht damit, dass diese Liebe ihr als Feind gegenübersteht. |
| ISBN 3-404-12128-7                        | Ich bin verliebt in deine Stimme / Und das Leben geht doch weiter                  | 1981             | Bastei-Lübbe Verlag, Bergisch Gladbach | Beide Erzählungen sind um 1961 unter dem Pseudonym Benno von Marroth erstmals erschienen. |
| ISBN 3-453-01355-7                        | Der pfeifende Mörder/ Der gläserne Sarg (Zwei Romane)                              | 1981             | Heyne Verlag, München                  | |
| ISBN 978-3-641-14094-6                    | Wie ein Hauch von Zauberblüten                                                     | 1981             | Bertelsmann Verlag, München            | |
| ISBN 3-442-06370-1                        | Wilder Wein / Sommerliebe (Zwei Romane)                                            | 1981             | Goldmann Verlag, München               | Sommerliebe wurde einzeln 1987 im Heyne Verlag neu aufgelegt, Wilder Wein auch 1987 bei Goldmann. |
| ISBN 3-404-14718-9                        | Die Fahrt nach Feuerland                                                           | 1982             | Heyne Verlag, München                  | |
| ISBN 3-453-77005-6                        | Frauen verstehen mehr von Liebe (zusammen mit: Der verhängnisvolle Urlaub)         | 1982             | Heyne Verlag, München                  | Einzelausgabe: Heyne, München 1995. |
| ISBN 3-453-17669-3                        | Glück muss man haben                                                               | 1982             | Heyne Verlag, München                  | |
| ISBN 3-453-02121-5                        | Heimaturlaub                                                                       | 1982             | Hestia Verlag, Bayreuth                | Berlin, 1943: Der Kriegsberichterstatter Heinz Wüllner und die Psychologiestudentin Hilde Brandes begegnen sich im halb zerstörten Berlin. Als um sie herum die Welt immer mehr im Chaos versinkt, blüht ihre Liebe auf. Das junge Paar lebt in seiner eigenen Welt aus Träumen und Hoffnungen, doch schon bald schlägt die Stunde des Abschieds: Wüllner muss zurück an die Front. |
| ISBN 3-404-11180-X                        | Mit Familienanschluss                                                              | 1982             | Bastei-Lübbe Verlag, Bergisch Gladbach | |
| ISBN 978-3-641-13458-7                    | Die Liebenden von Sotschi                                                          | 1982             | Bertelsmann Verlag, München            | Ein harmloser Urlaubsflirt – so fängt es an. Im paradiesischen Kurort Sotschi am Schwarzen Meer lernt die deutsche Ärztin Dr. Irene Walther einen russischen Ingenieur kennen. Als die Ferien zu Ende gehen, weiß Irene, dass sie Boris nie vergessen wird. Doch Hoffnung auf ein Wiedersehen gibt es nicht. Bis Boris seiner großen Liebe wegen alles hinter sich lässt: seinen Beruf, seine Karriere, sein Land. Wieder vereint geraten die beiden Liebenden in das gefährliche Spiel der Geheimdienste. |
| ISBN 3-453-09997-4                        | Der verhängnisvolle Urlaub (zusammen mit: Frauen verstehen mehr von Liebe)         | 1982             | Heyne Verlag, München                  | Erweiterte und überarbeitete Einzelausgabe: Heyne, München 1996. |
| ISBN 3-404-10057-3                        | Vor dieser Hochzeit wird gewarnt                                                   | 1982             | Bastei-Lübbe Verlag, Bergisch Gladbach | |
| ISBN 3-453-87116-2                        | Der Dschunkendoktor                                                                | 1983             | Heyne Verlag, München                  | |
| ISBN 3-453-87864-7                        | Das Gift der alten Heimat                                                          | 1983             | Heyne Verlag, München                  | |
| ISBN 3-442-06863-0                        | Ein Kreuz in Sibirien                                                              | 1983             | Bertelsmann Verlag, München            | |
| ISBN 3-404-10280-0                        | Spiel der Herzen                                                                   | 1983             | Bastei-Lübbe Verlag, Bergisch Gladbach | |
| ISBN 978-3-641-13455-6                    | Unternehmen Delphin                                                                | 1983             | Goldmann Verlag, München               | |
| ISBN 978-3-442-06664-3                    | Das Herz aus Eis / Die grünen Augen von Finchley                                   | 1984             | Goldmann Verlag, München               | Zwei Kriminalromane in einem Band. |
| ISBN 3-404-12595-9                        | Die Liebesverschwörung                                                             | 1984             | Bastei-Lübbe Verlag, Bergisch Gladbach | |
| ISBN 978-3-453-77208-3                    | Das Mädchen und der Zauberer                                                       | 1984             | Heyne Verlag, München                  | |
| ISBN 3-404-14232-2                        | Die strahlenden Hände                                                              | 1984             | Hestia Verlag, Bayreuth                | Kranke und Verzweifelte kommen mit ihrer letzten Hoffnung zu ihr – Corinna, die Wunderheilerin mit den „strahlenden Händen“ bezwingt Krankheiten, vor denen die Schulmedizin die Waffen streckt. Die Menschen, deren Leben sie gerettet hat, lieben und verehren sie, doch ihre Erfolge rufen Neid und Missgunst auf den Plan. Ärzte beschimpfen sie als „Kurpfuscherin“, die Medien verfolgen sie mit Hohn und Häme. Dann aber wird Corinna mit einem Fall konfrontiert, an dem sich ihr eigenes Schicksal entscheidet: Der junge Maler Marius ist todkrank – und er berührt das Herz der Heilerin. |
| ISBN 3-453-02189-4                        | Die Bank im Park (mit: Das einsame Herz)                                           | 1985             | Heyne Verlag, München                  | |
| ISBN 3-442-06892-4                        | Im Zeichen des großen Bären                                                        | 1985             | Goldmann Verlag, München               | |
| ISBN 978-3-453-77207-6                    | Promenadendeck                                                                     | 1985             | Blanvalet Verlag, München              | |
| ISBN 3-404-10519-2                        | Und dennoch war das Leben schön                                                    | 1985             | Bastei-Lübbe Verlag, Bergisch Gladbach | |
| ISBN 3-404-10765-9                        | Babkin, unser Väterchen                                                            | 1986             | Bastei-Lübbe Verlag, Bergisch Gladbach | |
| ISBN 3-453-02371-4                        | Der Geheimtip                                                                      | 1986             | Heyne Verlag, München                  | |
| ISBN 3-404-10813-2                        | Der Klabautermann                                                                  | 1986             | Bastei-Lübbe Verlag, Bergisch Gladbach | |
| ISBN 3-404-14251-9                        | Sibirisches Roulette                                                               | 1986             | Hestia Verlag, Bayreuth                | |
| ISBN 3-442-08386-9                        | Wer sich nicht wehrt...                                                            | 1986             | Goldmann Verlag, München               | |
| ISBN 978-3-641-13457-0                    | Gold in den Roten Bergen                                                           | 1987             | Bastei-Lübbe Verlag, Bergisch Gladbach | Als in seiner Heimat Deutschland ist der Geologiestudent Wolf Herbarth gescheitert. Als Truckerfahrer in der endlosen Weite Australiens will er sich ein neues Leben aufbauen. Zusammen mit seinem Beifahrer Chick durchreist er das unermessliche, menschenfeindliche Land, bis die beiden eines Tages einen sterbenden Ureinwohner finden, der eine Skizze mit der verheißungsvollen Aufschrift „Gold“ bei sich trägt. Chick und Wolf wittern die Chance ihres Lebens – zusammen mit Sally und Cher, den beiden mutigen Frauen, die sie lieben, machen sie sich auf, um das Gold der roten Berge für sich zu gewinnen. |
| ISBN 978-3-641-14088-5                    | Das goldene Meer                                                                   | 1987             | Blanvalet Verlag, München              | |
| ISBN 3-453-16886-0                        | Das Bernsteinzimmer                                                                | 1988             | Hestia Verlag, Bayreuth                | Es gehört zu den berühmtesten Kunstschätzen der Welt: Das sagenumwobene Bernsteinzimmer, das der preußische König Friedrich im 18. Jahrhundert dem Zaren Peter schenkte. In den Wirren des Zweiten Weltkrieges ging das unschätzbare Zimmer verloren und gilt seither als verloren. Heinz G. Konsalik, der erfolgreichste Autor der deutschen Unterhaltungsliteratur, führt seine Leser in diesem atemberaubenden Spannungsroman von der Entstehung des legendären Bernsteinzimmers bis zu einem überraschenden Ende, das auf verblüffend überzeugende Weise aufzeigt, was mit dem Zimmer geschehen sein könnte. |
| ISBN 3-442-08986-7                        | Duell im Eis                                                                       | 1988             | Goldmann Verlag, München               | |
| ISBN 3-404-25619-0                        | Die Bucht der schwarzen Perlen                                                     | 1989             | Bastei-Lübbe Verlag, Bergisch Gladbach | |
| ISBN 978-3-641-14089-2                    | Das Regenwald-Komplott                                                             | 1990             | Hestia Verlag, Bayreuth                | Der Regenwald stirbt. Getötet von skrupellosen Geschäftemachern, die weder die drohende Klimakatastrophe noch die indianischen Ureinwohner scheren, die ihre angestammte Heimat verlieren. Der Profitgier dieser Leute scheint die Welt sich zu beugen – doch eine Handvoll mutiger Männer nimmt den Kampf gegen die Übermacht auf: Der Arzt Thomas Binder und die Patres Ernesto und Vincence sind nicht bereit, tatenlos zuzusehen, wie auch noch der letzte Baum abgeholzt wird. Thomas Binder kämpft für seine Überzeugung – und ahnt nicht, dass er dabei der Liebe seines Lebens und damit seinem Schicksal begegnet. |
| ISBN 3-442-55171-4                        | Tal ohne Sonne                                                                     | 1990             | Blanvalet Verlag, München              | Leonora Patrik, eine junge Ärztin, glaubt nicht an den Tod ihres Vaters. Obwohl dieser seit zehn Jahren im unerforschten Hochland von Papua-Neuguinea vermisst wird, will sie nach seinen Spuren suchen. Sie findet fünf Männer, die sich ihrem waghalsigen Unternehmen anschließen: einen Missionar, einen Geologen, einen Fotografen, einen Medizinstudenten und einen Dschungelpiloten, der die kleine Expedition mit seinem Flugzeug ins Hochland bringt. Dort, im Dickicht des tropischen Regenwaldes, im „Tal ohne Sonne“, beginnt zunächst ein Kampf auf Leben und Tod, denn die Kopfjäger wehren sich erbittert gegen das Eindringen der „blassen Menschen“… |
| ISBN 3-453-86297-X                        | Tödliches Paradies                                                                 | 1990             | Heyne Verlag, München                  | |
| ISBN 978-3-442-55471-3                    | Der Jade-Pavillon                                                                  | 1991             | Blanvalet Verlag, München              | |
| ISBN 3-442-42303-1                        | Westwind aus Kasachstan                                                            | 1992             | Hestia Verlag, Rastatt                 | |
| ISBN 978-3-641-14086-1                    | Airport-Klinik                                                                     | 1992             | Heyne Verlag, München                  | Die Airport-Klinik auf Deutschlands größtem Flughafen in Frankfurt ist eine Drehscheibe bewegender menschlicher Schicksale, unvorhergesehener Ereignisse und böser Intrigen - und ebenso Angelpunkt verworrener, sich kreuzender Liebesgeschichten. Es geht um Affären zwischen Chefarzt und Krankenschwester, um vereitelte Selbstmorde verzweifelter Frauen, um einen kolumbianischen Drogenkurier, der in Präservativen Kokain einschmuggeln will und dabei fast ums Leben kommt, um gefährliche Arbeitsunfälle, um Reiche, Schöne, Stadtstreicher und weitere Schicksale im Milieu der Unterwelt. |
| ?                                         | Öl-Connection                                                                      | 1993             | Bertelsmann Club                       | Die Öltransport Reeder schließen sich zu einer Connection zusammen und bestimmen die Bedingungen, unter denen sich ihr Geschäft abspielt. Dabei werden viele sicherheitsrelevante Dinge vernachlässigt, wie technische Überprüfung der Tanker u.v.m., was zu Lasten der Umwelt geht. |
|                                           | Das Riff der roten Haie                                                            | 1993             |                                        | |
| ISBN 978-3-89457-047-7                    | Der schwarze Mandarin                                                              | 1994             |                                        | 1998 verfilmt als Liebe im Schatten des Drachen |
| ISBN 3-404-25614-X                        | Die Blut-Mafia                                                                     | 1994             | Bastei-Lübbe Verlag, Bergisch Gladbach | Dieter Reissner führt ein ausgefülltes Leben mit seiner Familie und in seinem Beruf als Ingenieur für einen großen Konzern. Auf einmal aber macht ihm seine Gesundheit zu schaffen. Auf einer wichtigen Versammlung bricht er zusammen. Untersuchungen enthüllen eine schreckliche Wahrheit: Der Ehemann und Vater leidet an AIDS! Es gibt nur eine Möglichkeit, wie er sich das todbringende Virus zugezogen haben könnte: Bei einer Operation nach einem schweren Unfall vor vier Jahren. Der Reporter Rio Martin fürchtet, dass er Reissners Schicksal teilt, denn auch er hatte nach einem Unfall eine Operation. Bei seinen Recherchen, bei denen es um Leben und Tod geht, stößt er auf die Blut-Mafia, eine Organisation, die vor nichts zurückschreckt. |
| ISBN 3-404-12330-1                        | mayday... mayday... ...eastern wings 610                                           | 1995             | Bastei-Lübbe Verlag                    | 1998 verfilmt als Mayday – Flug in den Tod |
| ISBN 3-453-13642-X                        | Die Gutachterin                                                                    | 1998             | Heyne Verlag, München                  | |
| ISBN 3-404-12847-8                        | Die Ecstasy Affäre                                                                 | 1998             | Bastei-Lübbe Verlag, Bergisch Gladbach | |
| ISBN 3-442-35309-2                        | Dschungel-Gold                                                                     | 1998             | Blanvalet Verlag, München              | Der Dschungel von Mindanao ist eine Hölle aus sengender Hitze, tödlichen Seuchen und hemmungsloser Gewalt. In der Mitte dieser Hölle liegt eine Goldmine, in der dreißigtausend Mann unter schlimmsten Bedingungen ihre Arbeit tun. Mit gnadenloser Härte regiert der Leiter über die Männer, um sie unter Kontrolle zu halten – und dieser Leiter ist eine Frau! Allein die junge Belisa Garcia scheint die nötige Brutalität für die Aufgabe aufzubringen, und dazu ist Belisa von einer sinnlichen Schönheit, der kein Mann widerstehen kann. Nur ein einziger leistet ihrem unbarmherzigen Regime Widerstand: Peter Falke, der deutsche Arzt, der eine Krankenstation für die Minenarbeiter leitet. Ihm allein gelingt es, Belisas Respekt zu erringen, doch auch er ist nicht blind für ihre Reize. |